# 長瀬川 (大阪府)
長瀬川（ながせがわ）は、大阪府を流れる淀川水系の農業用排水路（法定外公共物）。大和川分水築留掛かりとして玉串川と共に疎水百選に選ばれている。

## 地理
大阪府柏原市上市で大和川から分かれ柏原市内を北流。八尾市に入ってすぐの八尾市二俣で玉串川が右方向に分かれ、長瀬川は向きをやや北西に変えて八尾市内を流れる。JR西日本大和路線八尾駅付近からは流路の屈曲がやや激しくなる。東大阪市に入ると多少の屈曲はあるもののおおむね北流し、国道308号をくぐる辺りから向きを北西に変え、大阪市に入ってすぐの城東区諏訪で第二寝屋川と合流する。

## 歴史
古代から大和川の本流としてその水運は利用されてきた。1704年の大和川付替え以前は長瀬川という名称ではなく、久宝寺川であった。当時河内平野には大和川の支流がいくつかあったが久宝寺川はその主流であった。
中世以降は大和川の支流である平野川とともに大阪と奈良を最短距離で結ぶ水路としての利用も活発で、流域には八尾・久宝寺（ともに八尾市内）といった集落が発達した。
しかし久宝寺川は、同じ大和川の支流の玉串川や菱江川・吉田川などどともに非常な暴れ川でもあった。大和川は流域面積のうち保水能力に富んだ山地の占める割合が大きく、降った雨が蓄積されるのだが、梅雨や台風の際には保水能力を超えることもあり、また、奈良盆地から大阪平野（河内平野）に注ぎだす柏原口が狭く漏斗の役割を果たし、紀州山地や奈良盆地で蓄えられた多量の水を吐き出すために、急流となり、久宝寺川の通常の流れである蛇行しながら北上する河道を通る際に溢れ出し水害となるのである。また河川の勾配が大阪平野に入ると緩いために流送土砂が堆積して天井川となり、洪水の被害をさらに甚大なものとしていた。

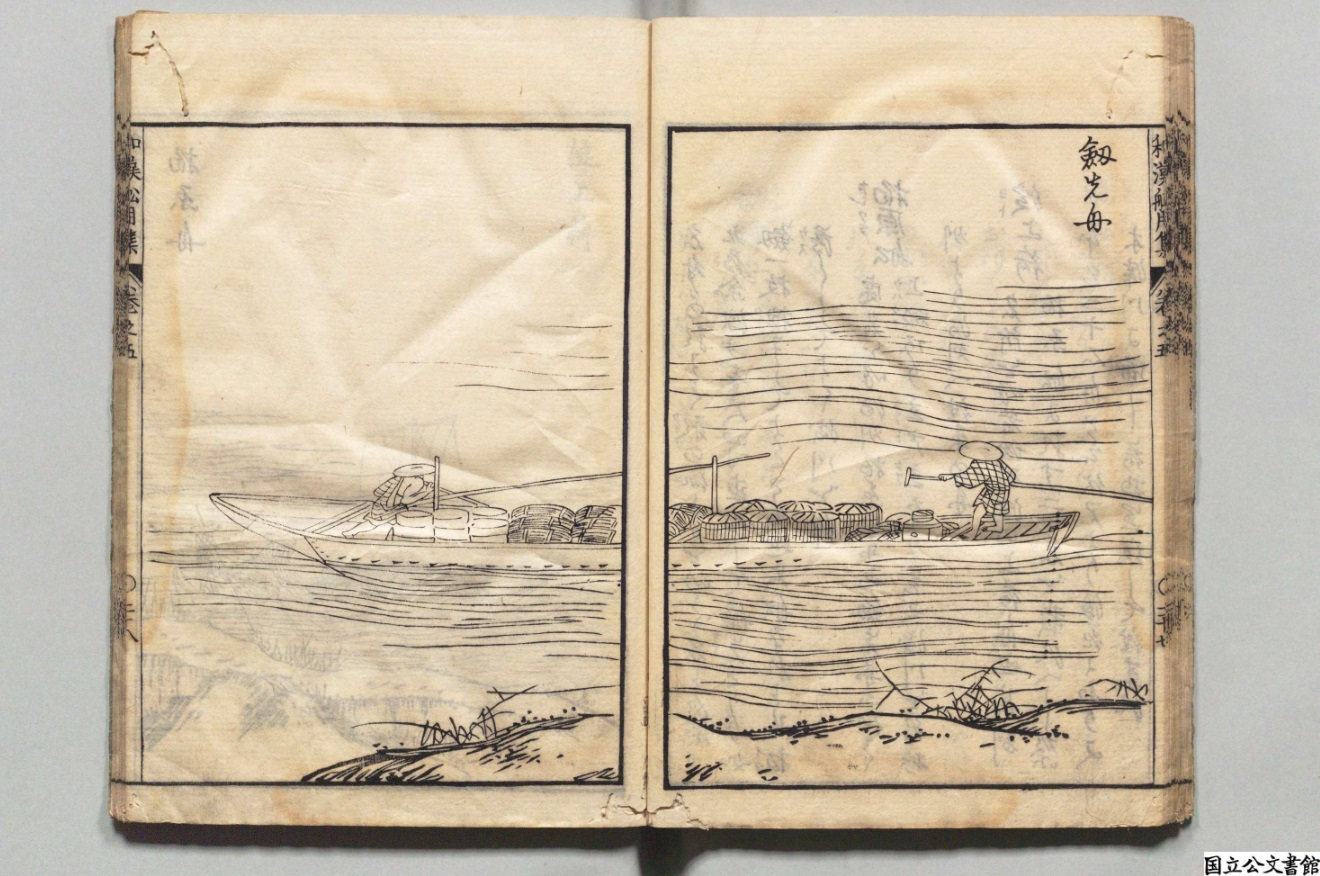
剣先船（和漢船用集　巻５より）

近世、大和川は豊臣秀頼の重臣片桐且元と角倉与一の開発で亀が瀬（大阪府柏原市）まで「剣先船」という船での水運が開かれ、それより上流は、「魚梁船」という「剣先船」より小型の船で水運が開かれて輸送量を増やすことに成功している。
近世の大和盆地では、水害対策と旱魃対策を兼ねて多くのため池が作られるようになった。これは、旱魃に遭った際の農業への打撃を減らそうという上流の百姓と、大雨の際に被害にあう下流の百姓の利害が一致し、両者の協力により推進された。その結果、現在でも大和と河内の農家の多くは江戸時代に親戚関係を結んでいた記録が多い。
しかし、それでも水害対策としては万全ではなかったため、1657年頃、河内の百姓が「大和川の流れを九十度転換すること」を考案して江戸幕府に直訴したが、多くの資金の要ることであったため幕府も容易には応じず、約50年にわたって付替の運動が展開された。その運動の中心人物となったのが今米村（現在の東大阪市）の庄屋・中甚兵衛である。既存の田畑からの年貢収入が守られることに加え、大和川水系の深野池・新開池の新田開発も可能となることから、幕府はその熱意と計画内容が妥当であると判断し、新川の付替に動いた。しかし付け替え予定の地域に住む百姓たちの間から、村が分断されたり、田畑が川底になり生活ができなくなるなどといった理由により、強硬な反対が起こった。そのため幕府は付替を行わず、水害対策のために大規模な改修工事を行ったが水害は治まらず、1703年10月に幕府は大和川水路修治の令を発して1704年2月に付替工事が始まった。3年計画の工事は、作業に協力した近隣の庄屋の指揮のもと動員された多くの百姓らと、財政的に支援した大阪の多くの商人の働きによってわずか8ヶ月足らずで完成し、同年10月13日に付替地点の古い堤防を切り崩して水の流れる方向を変えた。その結果、大和川は大阪平野を西流して大阪市と堺市の境で大阪湾に注ぐようになった。
それ以前の久宝寺川は大阪平野を北流し、淀川（旧淀川）に注いでいた。その旧河道の位置に現在も流れているのが長瀬川であり、付替え工事前の川幅は佐堂地点で200mあって、付替え工事跡は必要が無くなった広い川床を開発して多くの新田が作られた。また戦前までは川幅は河川敷を含め30m程あった（現在の川幅は5m程）。そのため戦前までは、流域の農家の多くが、天満の青物市場まで船で作物を出荷しており、記録および写真として残されている。そのため近年では、大和川は付け替えられたのではなく、分流させたのだとする説もある。
高度成長期になると、新しい大和川へ多くの水を流すようになり、かつての大和川の諸流は埋め立てられ、長瀬川も農業用水路として、後には工業排水用の水路として細い流れを残すのみとなった。しかし、その工業排水によって汚染されることになり、八尾市・東大阪市・大阪府・旧建設省（現在の国土交通省）が中心となって水質改善を進めて今に至っている。
ちなみに、現在の寝屋川は徳庵から西の今福まで直進し、そこから鴫野を通って緩やかに西に曲がりながら大川に注ぐ形になっているが、この直進部分は元々徳庵井路であり、元来の寝屋川は徳庵から稲田本町までJR片町線に沿うように南下して楠根川（現、第二寝屋川）に合流し、今度は南側から長瀬川が合流する放出から北西方の鴫野に至り、現行のルートに繋がるという流れであった。しかし、寝屋川、楠根川、長瀬川が合流するとどうしても水量が多く頻繁に洪水を起こしてしまうため、寝屋川は楠根川、長瀬川と分離されることとなり、徳庵から直進する徳庵井路を拡張してこれを新たな寝屋川とし、元々の徳庵から稲田本町までのルートは埋め立ててしまった。
それによって切り離された楠根川と長瀬川であるが、従来通りに放出で合流して鴫野に向かっていき、そこで寝屋川と合流していた。しかし、1969年（昭和44年）に楠根川が第二寝屋川に生まれ変わった際、放出から鴫野のルートは埋め立てられ、新たに放出から西に直進して大阪城の東で平野川に合流するルートに変更され、そこから大阪城の北で寝屋川と合流する流れとなっている。
次第に埋め立てられていった旧河道には新田が開発されたが、元々が川底であることから砂地であり稲作には不向きであった。このため砂地での栽培に適した桃の栽培、木綿の栽培や綿業が盛んになり、河内木綿と呼ばれるまでになった。また綿業の副産物として綿種油の生産も盛んになり、現在も長瀬川沿いには油脂関連の企業が立地している。なお旧河道の新田は既存の村々には編入されたが、明治維新以後には新たに移住するものがあり、新たな村が設置された。このため現在に至るまで長瀬川沿いには周囲とは異なる地名が付けられている場所が多い。また、現在の長瀬川沿いの地名の多くには旧来は名称の後ろに「新田」がついていたものが多い（例：江戸時代：吉松新田→現在：吉松）。加えて、新田開発した商人の名に由来する菱屋西のような名称もある（菱屋は江戸時代に栄えた大阪の商人。西というのは菱屋が開発した新田で菱江川などに開発した菱屋中新田や菱屋東新田があったため）。
明治以降は外国製の安価な木綿に押されて木綿栽培は衰退したが、天井川であったために周囲の土地よりも高く水はけが良い点を活かし、旧河道には鉄道が敷設された（大和路線八尾駅～柏原駅、近鉄大阪線長瀬駅～久宝寺口駅）。さらに同じ理由から宅地開発や学校の建設も行われた。1928年には東大阪市の近鉄大阪線長瀬駅北側に帝国キネマ長瀬撮影所が開設され、「東洋のハリウッド」と称されるも、1930年9月30日に火災で全焼した。
現在も旧大和川が天井川であったことから、長瀬川流域の東西は川の周囲より地面が低くなっており、旧家の多くは屋地に盛り土をして水害に備えた痕跡が見られる。

## 環境
水質調査では評価の低い大和川の下流域ではあるものの、流域の各所において水生植物の植栽や簡易式の曝気施設が設けられており、東大阪市内まで下ってくると川底が見える程度には浄化されている。

## 流域の風景

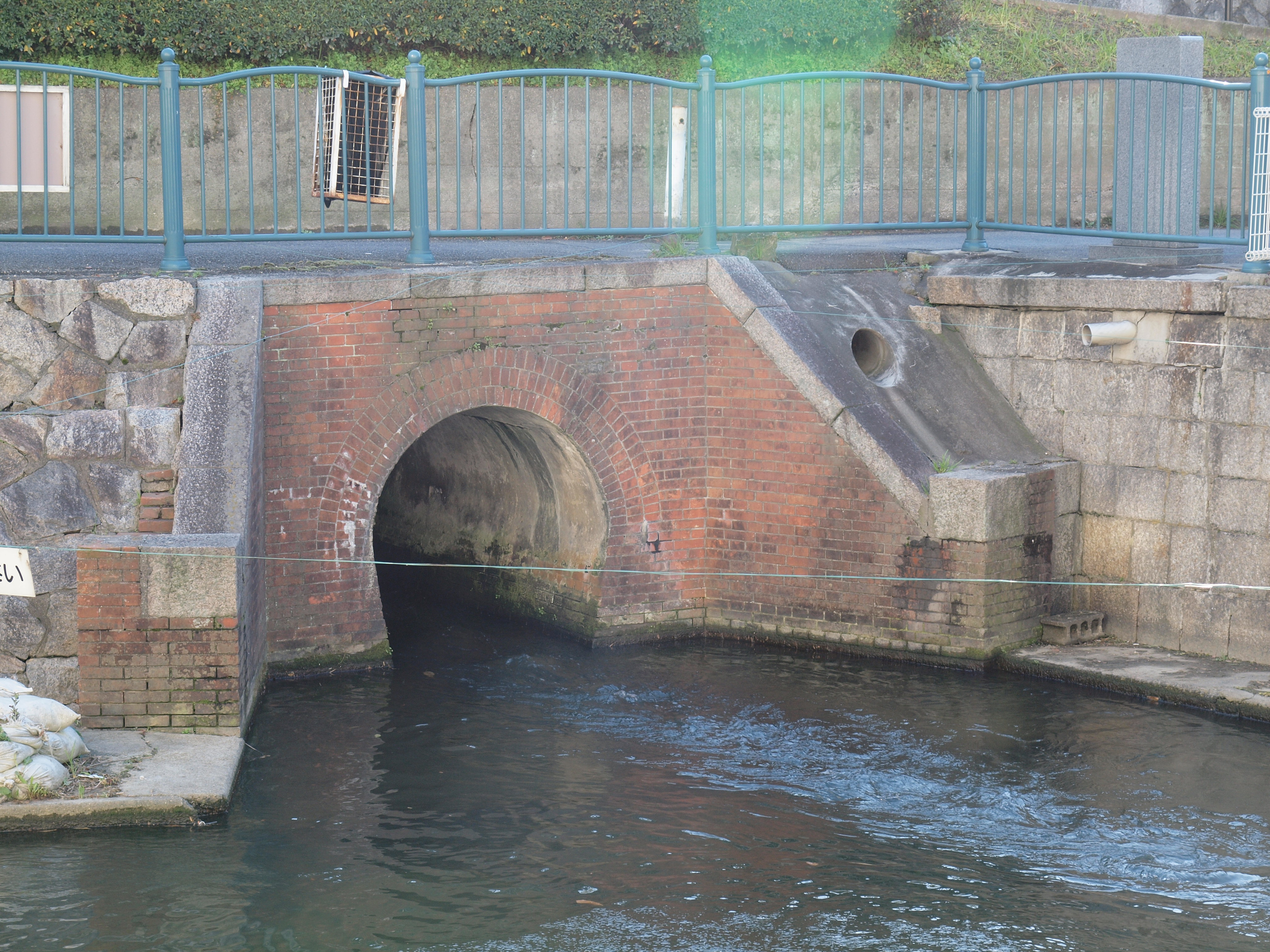
長瀬川築留二番樋
明治40年頃に作られた二番目の樋門で、長さ55m、幅2mの煉瓦造単アーチ構造である。2001年10月29日に国の登録有形文化財に登録された。

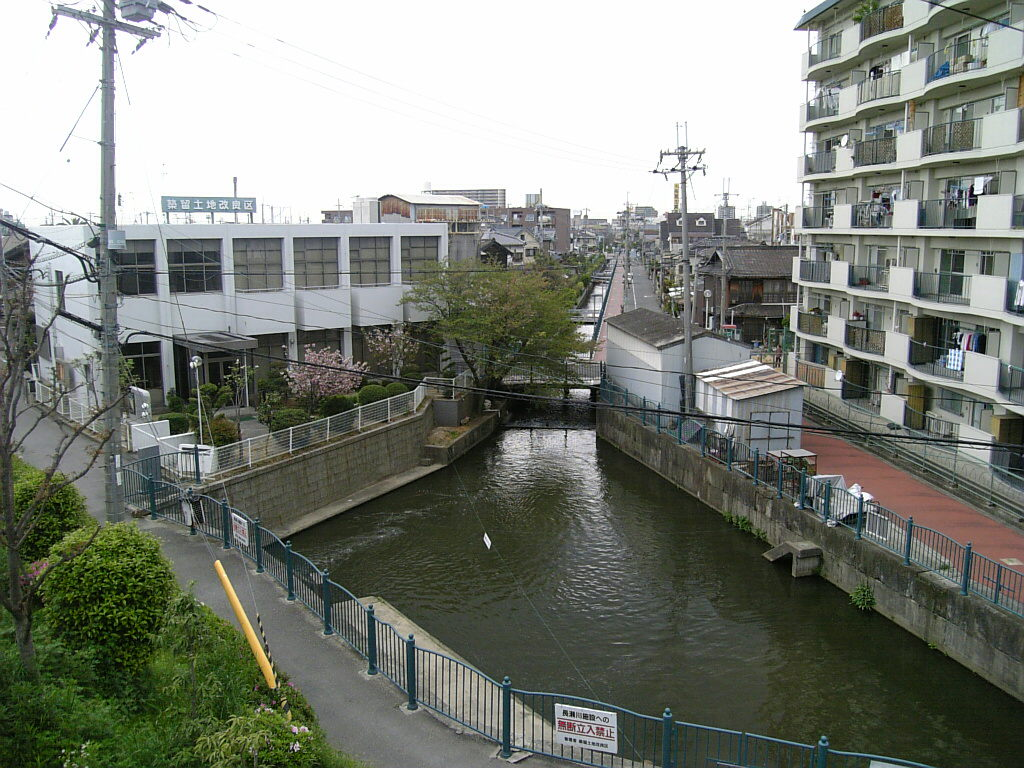
長瀬川築留樋門（柏原市安堂）付近。左が大和川堤防。

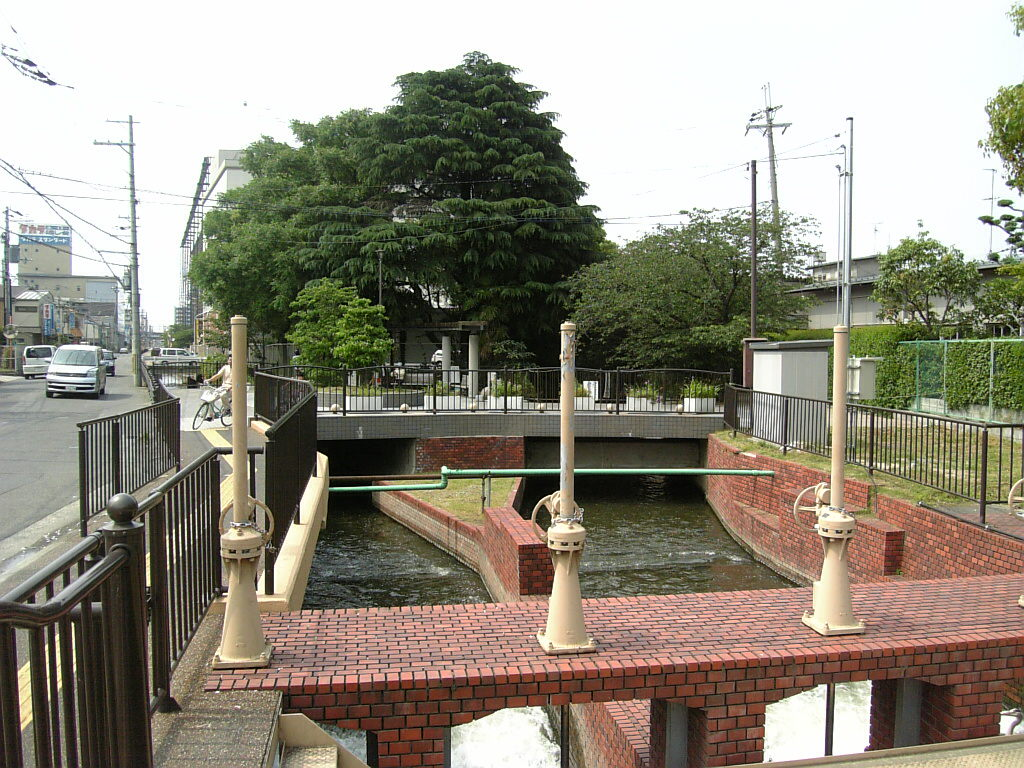
長瀬川（左）と玉串川（右）の分岐点（八尾市二俣）

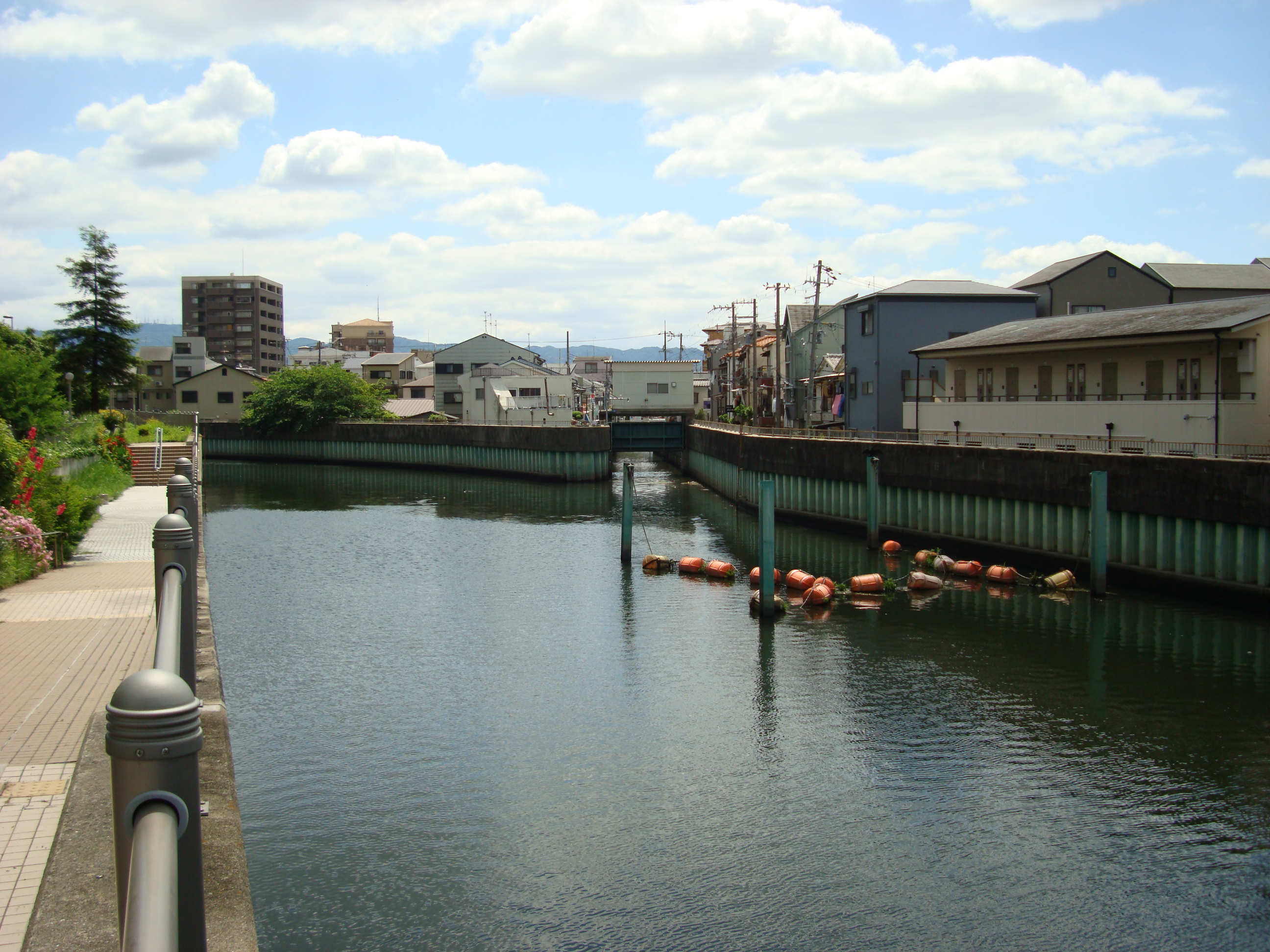
第二寝屋川（左）と長瀬川（中央奥）の合流地点（大阪市鶴見区放出駅南公園より）

流域におけるワタの栽培の歴史から油脂関連企業や学校が多く立地している。
- 柏原市
  - 長瀬川築留樋門、築留土地改良区
  - 大和川治水記念公園（中甚兵衛像）
  - JR大和路線・近鉄道明寺線 柏原駅
  - 柏原市立柏原小学校
  - ハローワーク河内柏原
  - 岡村製油（現在も綿実油が主力商品）
- 八尾市
  - 新田ゼラチン大阪工場
  - 玉串川分岐点（二俣）
  - タカラスタンダード八尾部品センター
  - JR大和路線 志紀駅
  - JR大和路線 八尾駅
  - 松本油脂製薬
  - 大阪府警八尾警察署
  - 大阪府立八尾高等学校
  - 近鉄大阪線 久宝寺口駅
- 東大阪市
  - 東大阪市立長瀬東小学校
  - 近鉄大阪線 弥刀駅
  - 東大阪市立金岡中学校
  - 金岡公園（長瀬川を引き込んだ親水設備兼遊水設備がある）
  - 東大阪市立長瀬北小学校
  - 近鉄大阪線 長瀬駅
  - 東大阪市上下水道局菱屋西配水場
  - 東大阪市立菱屋西小学校
  - 樟徳館
  - 樟蔭高等学校・樟蔭中学校
  - 大阪樟蔭女子大学
  - 東大阪市立新喜多中学校
  - 地下鉄中央線 高井田駅、JRおおさか東線 高井田中央駅
  - 東大阪市立森河内小学校
  - 長瀬川緑地
- 大阪市
  - JR片町線 放出駅（鶴見区）
  - 放出駅南公園（鶴見区）

また、上記以外にも遊歩道や親水設備が設けられている箇所も多い。